# 矩形波

（上から）正弦波、矩形波、三角波、のこぎり波の波形

矩形波（くけいは、Square wave）とは非正弦波形の基本的な一種であり、電子工学や信号処理の分野で広く使われている。理想的な矩形波は2レベルの間を規則的かつ瞬間的に変化するが、その2レベルにはゼロが含まれることも含まれないこともある。方形波とも呼ばれる。

## 概要
矩形波はデジタルスイッチング回路で広く使われており、binary（2レベル）の論理回路から生成される。厳密に定められた間隔で同期論理回路を動作させるためには矩形波の高速な遷移が適しているので、タイミングの基準や「クロック信号」に使用されている。しかしながら周波数領域グラフからわかるように、矩形波は広帯域の周波数成分を含んでいる。これらは電磁放射や電流のパルスを発生させてしまい、近くの回路に影響を及ぼしその結果、雑音や誤りを引き起こす。精密なAD変換器のような非常に敏感な回路などではこの問題を避けるために、矩形波の代わりに正弦波をタイミング基準として使用する。

## 理論

フーリエ級数による矩形波のアニメーション

フーリエ級数を使用して、無限級数の形で理想的な矩形波を表すことができる。
{\displaystyle x_{\mathrm {square} }(t)={\frac {4}{\pi }}\sum _{k=1}^{\infty }{\frac {\sin\{{\bigl (}2k-1)2\pi ft\}}{2k-1}}}
フーリエ級数による矩形波の表現で興味深いのはギブズ現象である。理想的ではない矩形波で生じるリンギングは、この現象と関連している。ギブズ現象はシグマ近似を用いることで防ぐことができ、系列がより滑らかに収束するように「Lanczos sigma factors」を使うことができる。
理想的な矩形波には、信号の高値から低値への変化が切れ味よく瞬間的であることが求められる。そのためには無限の帯域幅が必要となるので、現実の世界での達成は不可能である。
現実の世界には有限の帯域幅しか存在しないため、ギブズ現象に似たリンギングやシグマ近似に似たリップルが起きることがよくある。

## 他の定義
矩形波には数多くの定義があり、不連続の場合を除けばそれぞれ等価である。

### シヌソイドと符号関数で表す方法
{\displaystyle x(t)=\operatorname {sgn}(\sin(t))}

### ヘヴィサイドの階段関数u(t)や矩形関数 ⊓(t)で表す方法
{\displaystyle x(t)=\sum _{n=-\infty }^{+\infty }\sqcap \left(t-nT\right)=\sum _{n=-\infty }^{+\infty }\left\{u\left(t-nT+{\frac {1}{2}}\right)-u\left(t-nT-{\frac {1}{2}}\right)\right\}}
デューティ比が50%の時にTは2である。また区分的な方法で定義することもできる。
{\displaystyle x(t)={\begin{cases}1,&|t|<T_{1}\\0,&T_{1}<|t|\leq {\frac {T}{2}}\end{cases}}}
以下の場合において
{\displaystyle x(t+T)=x(t)}